# زمانم در پرشا
زمانم در پُرشا (به انگلیسی: My Time at Portia) بازی ویدئویی ساختهٔ استودیوی چینی پاثیا گیمز است و شرکت تیم۱۷ آن را برای مایکروسافت ویندوز، نینتندو سوئیچ، پلی‌استیشن ۴ و اکس‌باکس وان در سال ۲۰۱۹ منتشر کرده‌است. نسخهٔ اندروید و آی‌اواس در اوایل اوت ۲۰۲۱ منتشر شد. این بازی سبک نقش‌آفرینی شبیه‌سازی را با هم ترکیب می‌کند.

## داستان
این بازی مدت‌ها پس از نابودی تمدن اتفاق می‌افتد، انسان‌ها دوباره از زیرِ زمین بیرون آمده‌اند و شروع به بازسازی جامعه کرده‌اند. هدف بازی گسترش شهر پرشا و تبدیل شدن به بهترین سازندهٔ آن است.

## شیوهٔ بازی
بازیکن باید با جمع‌آوری و ترکیب آنها طبق دستورالعمل‌هایی، آیتم‌های جدید بسازد. رفته‌رفته، بازیکن ابزارهای بیشتری به دست می‌آورند که این امکان را می‌دهد تا منابع را سریع‌تر برداشت کنند، مانند اره برقی برای بریدن درختان بزرگ. پس از تکمیل هر آیتم، می‌توان آنها را برای جوایز، محبوبیت در شهر و پول ارسال کرد. بزرگترین مأموریت‌ها ممکن است مستقیماً شکل خود شهر را تغییر دهند. بازی همچنین دانجن‌هایی دارد که بازیکن را ملزم به مبارزه با دشمنان می‌کند.

## یادداشت
1. ↑  Acebedo, Bayani. "My Time at Portia Announces Mobile Port". whatoplay. whatoplay. Retrieved 7 May 2021.
2. 1 2 3 4  Sanchez, Miranda (2019-01-29). "My Time at Portia Review". IGN (به انگلیسی). Retrieved 2019-06-26.